# Distrito electoral de Stockville (condado de Frontier, Nebraska)
Stockville (en inglés: Stockville Precinct) es un distrito electoral ubicado en el condado de Frontier en el estado estadounidense de Nebraska. En el Censo de 2010 tenía una población de 44 habitantes y una densidad poblacional de 0,47 personas por km².

## Geografía
Stockville se encuentra ubicado en las coordenadas 40°35′35″N 100°22′23″O / 40.59306, -100.37306. Según la Oficina del Censo de los Estados Unidos, Stockville tiene una superficie total de 93.3 km², de la cual 93.24 km² corresponden a tierra firme y (0.06%) 0.06 km² es agua.

## Demografía
Según el censo de 2010, había 44 personas residiendo en Stockville. La densidad de población era de 0,47 hab./km². De los 44 habitantes, Stockville estaba compuesto por el 97.73% blancos, el 0% eran afroamericanos, el 0% eran amerindios, el 0% eran asiáticos, el 0% eran isleños del Pacífico, el 2.27% eran de otras razas y el 0% pertenecían a dos o más razas. Del total de la población el 2.27% eran hispanos o latinos de cualquier raza.